# Trofeo dello Scalatore
Le Trofeo dello Scalatore (littéralement Trophée des escaladeurs) est une course cycliste italienne disputée de 1987 à 2001. 
À ne pas confondre avec le Trophée des Grimpeurs, une course cycliste française.

## Histoire
L'idée est née en 1987, à la demande du Groupe RCS avec l'intention de donner de l'importance et de redécouvrir une catégorie de cyclistes, les purs grimpeurs, qui, au cours des années 1980 ont été de moins en moins mises en évidence dans les grandes courses.
Au départ, la course a une résonance uniquement nationale, mais avec le temps, elle réussit à augmenter considérablement sa renommée jusqu'à avoir des retombées internationales. Les dernières années, la course devient un tremplin pour les jeunes cyclistes.
C'est une compétition organisée sur quatre ou cinq épreuves, avec un classement général calculé aux points et non au temps.

## Palmarès
| Année | Vainqueur           | Deuxième             | Troisième         |
| ----- | ------------------- | -------------------- | ----------------- |
| 1987  | Stefano Tomasini    | Marco Giovannetti    | Franco Chioccioli |
| 1988  | Silvano Contini     | Franco Vona          | Stefano Tomasini  |
| 1989  | Michele Moro        | Daniel Steiger       | Piotr Ugrumov     |
| 1990  | Roberto Gusmeroli   | Piotr Ugrumov        | Roberto Conti     |
| 1991  | Davide Cassani      | Stefano Della Santa  | Michele Moro      |
| 1992  | Alberto Elli        | Oscar Pelliccioli    | Ivan Gotti        |
| 1993  | Pascal Richard      | Alberto Elli         | Piotr Ugrumov     |
| 1994  | Zenon Jaskula       | Francesco Casagrande | Andrei Teteriouk  |
| 1995  | Oscar Pelliccioli   | Wladimir Belli       | Stefano Colagé    |
| 1996  | Marco Fincato       | Gianluca Valoti      | Massimo Donati    |
| 1997  | Pavel Tonkov        | Simone Borgheresi    | Vladislav Bobrik  |
| 1998  | Massimo Donati      | Leonardo Piepoli     | Michele Laddomada |
| 1999  | Roberto Sgambelluri | Mauro Zanetti        | Massimo Donati    |
| 2000  | Ruggero Borghi      | Massimiliano Gentili | Fortunato Baliani |
| 2001  | Freddy Gonzalez     | Gianluca Tonetti     | Ruggero Borghi    |